# 蔡六乘
蔡六乘，MH（1945年1月30日—），是前香港黃大仙區議會區議員及註冊中醫師，籍貫廣東潮陽。

## 生平
蔡六乘自1980年代起服務黃大仙區居民，曾於1988年至2003年及2007年至2011年期間擔任黃大仙區議會區議員。現為東九龍居民委員會成員和鑽石山、龍蟠苑居民協會成員。
2007年香港區議會選舉中，蔡六乘在龍星選區以210票之差擊敗立法會議員譚香文，令她成為唯一競逐失敗的立法會議員 。但於2011年香港區議會選舉，譚香文以53票之差反敗為勝。

## 有關連結
- 蔡六乘facebook網頁
- 黃大仙區議會
- 2007年香港區議會選舉參選名單
- 註冊中醫名單-香港中醫藥管理委員會